# Quintanilla Vivar
Quintanilla Vivar è un comune spagnolo di 554 abitanti situato nella comunità autonoma di Castiglia e León.